# オタモイ遊園地

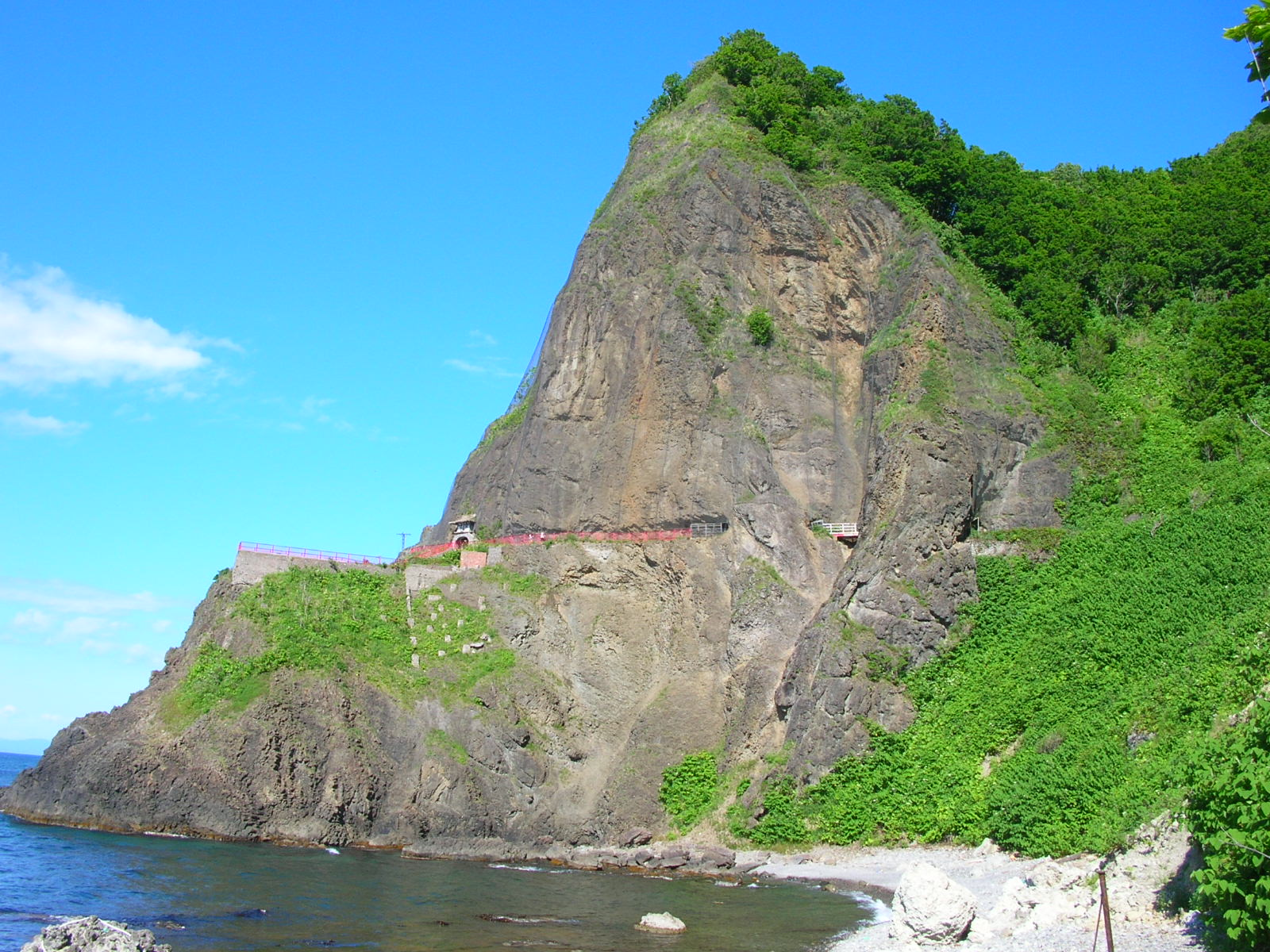
一部施設は廃墟化し残るオタモイ遊園地。「龍宮閣」が建っていた断崖。

オタモイ遊園地（オタモイゆうえんち）は、小樽市の沿岸部オタモイに昭和初期に存在した遊園地。1936年開園。「オタモイ遊園地」と断崖絶壁に建てられた高級料亭「龍宮閣」を中核施設とした巨大リゾート施設であったが、度重なる災害や戦争による悲運に見舞われ、1952年（昭和27年）に主要施設である龍宮閣が全焼した火災をきっかけに閉園となる。今もなお、その全容は解き明かされていない。
1950年代以降、民間企業や小樽市により施設の再建など3度の開発計画が持ち上がったものの、採算性と安全性の確保が課題でいずれも頓挫。2021年、ニトリホールディングスが小樽商工会議所に調査費用を寄付したことで再び再開発計画が持ち上がり、2022年10月月末には同会議所が整備に向けた基本計画と事業費の試算を公表した。

## 歴史
オタモイ地区は、小樽市中心部から北西に約5kmの日本海に面する絶壁の景勝地で現在はニセコ積丹小樽海岸国定公園に指定されている。小樽で割烹料亭「蛇の目」などを経営していた実業家の加藤秋太郎が、親交のあった養鯉園主からオタモイ海岸を紹介され気に入ったことをきっかけにリゾート施設に着手し、1934年に開園。演芸場や大衆食堂、遊具広場がそろい、夏は海水浴客でにぎわい、1日で数千人が訪れる人気行楽地となった。特に人気を集めたのは、断崖に建つ高級料亭「龍宮閣」だった。戦前のメニューによると、料理は松竹梅の3つの定食で、松は五品に飯付きで1円50銭(2019年現在の価値で7千円相当)で、10％のサービス料もとった。しかし、度重なる災害に見舞われ悲運をたどり、計17年間ほどしか営業できないままに廃墟と化した。現在も小樽市総合博物館の学芸員らが中心となり、調査されているがその全容はいまだ解き明かされていない。2015年3月に発行された『小樽市総合博物館紀要　第28号』には学芸員の研究報告「オタモイ遊園地の史的研究」が掲載された。1993年に現地調査した小樽市の建築史家、駒木定正は「建てること自体が難しい小樽の海岸で、最もスリリングで奇想天外な建物」と評価した。「オタモイ」は「砂の入り江」を意味するアイヌ語が語源。
オタモイ海岸周辺は1963年にニセコ積丹小樽海岸国定公園に指定された。1974年に龍宮閣跡地への遊歩道が整備されたが、相次ぐ落石で現在はオタモイ遊園地への道は閉鎖され、海上から唯一、その姿を偲ぶことができる。また、小樽市総合博物館にはオタモイ遊園地に関する資料が展示されている。

### 建設
加藤秋太郎がオタモイ沿岸の山と漁場を合わせて10万坪を購入。1931年（昭和6年）に遊園地の建設を開始。白蛇弁天堂が着工される。3年後の1932年（昭和 7年）にはさらにオタモイの土地5万坪を購入。白蛇弁天堂完成。オタモイの唐門竣工、開門式が挙行される。
1933年（昭和8年）、加藤は国有地7万坪の払い下げを受けて遊園地の建設に着手し、食堂「弁天」が着工される。海に突き出た崖上に木造3階建てで建設されたが、長い柱を立て、せり出た床を支える京都の清水寺と同じ懸け造り工法が採用された。設計図などがなく建てていくうちにだんだん大きくなったという。資材の搬入には冬季に馬そりとトロッコを用い、足場を組むための丸太は艀（はしけ）を通じて海から運び入れた。しかし屋根をふくための板金職人は誰も来てくれず、結局大工が屋根も仕上げることとなったが、左吉という大工は墜落死している。翌1934年（昭和9年）、小樽新聞紙上で懸賞つきで食堂の名前を募集し、「弁天」から「龍宮閣」に改名されて竣工を遂げ、オタモイ龍宮閣延命地蔵尊奉置除幕式が挙行される。
1935年（昭和10年）には弁天閣が完成。「オタモイ遊園地」と「龍宮閣」を中核施設とした巨大リゾート施設となる。

### 度重なる悲運
しかし、わずか4年後の1939年（昭和14年）には雪のため演芸場が倒壊。1940年（昭和15年）に加藤は「蛇の目」を閉店しオタモイ龍宮閣の経営へ専念するが、同年に弁天閣が地滑りで海岸まで流される。さらに第2次世界大戦の激化により行楽を自重する風潮が強まり、物資不足で経営が行き詰まる。その後、龍宮閣は小樽市の抵当に出される。1942年（昭和17年）加藤はオタモイ遊園地の経営を他者へ移譲。1946年-1947年（昭和21～22年）頃、オタモイ遊園地は再開されるが、1952年（昭和27年）には龍宮閣が焼失した。

### 解体・撤去
1977年（昭和52年）、弁天食堂は危険家屋として市によって解体撤去される。1979年（昭和54年）、唐門が現在の場所に移転される。

### 廃墟へ
2006年（平成18年）、オタモイ海岸遊歩道で大規模な崩落が発生したのが発見され、小樽市は「安全を保障できない」として遊歩道を通行止めとする。2014年（平成26年）8月に発生した大雨により、オタモイ海岸遊歩道上に崖崩れが発生した。

## 加藤秋太郎と廣部幸太郎
オタモイ遊園地の創設者の加藤秋太郎（1869年～1954年）は、愛知県出身で、寿司職人として東京浅草のすし店「蛇の目」で修業を積み独立。その後朝鮮半島へ渡り店を開き、順調な経営だったが、儲け話に乗り失敗。挽回すべく樺太で事業を立ち上げようと渡航のために立ち寄った港が小樽だった。しかし樺太へは渡らずに小樽で寿司店を開業。東京浅草蛇の目寿司の支店を名乗り「蛇の目寿司」を始める。小さな店舗であったが、本格的な江戸前寿司は、当時の小樽では珍しく、2年後には2号店を開店させるほどの人気ぶりであった。店は電飾で飾った派手な看板でも評判となった。その後は寿司以外にも日本料理、フランス料理、中華料理、てんぷら料理などを出す高級割烹店となり、店名を「蛇の目」に改めた。
割烹店が軌道に乗った加藤は、店で出す鯉の仕入れ先であった廣部養鯉園の経営者である廣部幸太郎からオタモイという土地を紹介される。当時のオタモイは小樽市の隣町、忍路郡塩谷村に属していたが、廣部はオタモイ地区の初期の入植者であったため、オタモイの土地柄を熟知していた。小樽は、当時、北海道経済の中心街であり、多くの来訪者があったにもかかわらず、観光名所がなかったが、小樽に観光名所をつくりたいと考えていた加藤は、オタモイ海岸の景勝を気に入り、一大観光地にすべく、私財をつぎ込みオタモイ遊園地創設に着手した。廣部もまた深く事業にかかわり、遊園地建設に多大な貢献をした。

## 沿革
- 1908年（明治41年） - 加藤秋太郎とその妻・きんが夫婦で小樽花園町で「蛇の目寿司」を開店。
- 1916年（大正5年） - 廣部幸太郎が忍路郡塩谷村で養鯉業・農業を営む。
- 1929年（昭和4年） - 加藤、オタモイ沿岸の山と漁場を合わせて10万坪を購入。
- 1931年（昭和6年） - 遊園地の建設開始、白蛇弁天堂の着工。
- 1932年（昭和7年） - 加藤がオタモイの土地5万坪を購入、白蛇弁天堂完成。オタモイの唐門竣工、開門式挙行。
- 1933年（昭和8年） - 加藤が国有地7万坪の払い下げを受け遊園地の建設に着手、食堂「弁天」(のちの龍宮閣)の着工。小樽「蛇の目」がオタモイに食堂「弁天」を建設・開業。
- 1934年（昭和9年） - 小樽新聞紙上で懸賞つきで食堂の名前を募集。その結果「龍宮閣」に決定、龍宮閣竣工。オタモイ龍宮閣延命地蔵尊奉置除幕式挙行。
- 1935年（昭和10年） - 弁天閣が完成。
- 1937年（昭和12年） - 「小樽名所 オタモイ」の題名の8mmフィルムが菱昌七により撮影される。（博物館所蔵）
- 1939年（昭和14年） - 大雪で演芸場が倒壊。
- 1940年（昭和15年） - 「蛇の目」閉店。加藤はオタモイ龍宮閣の経営へ専念。弁天閣が地滑りで海岸まで流される。龍宮閣が小樽市の抵当に出される。
- 1942年（昭和17年） - 加藤、オタモイ遊園地の経営を他者へ譲る。
- 1946-1947年（昭和21-22年）頃 - オタモイ遊園地再開。
- 1952年（昭和27年） - 龍宮閣焼失。
- 1977年（昭和52年） - 弁天食堂は危険家屋として小樽市により解体撤去される。
- 1979年（昭和54年） - 唐門が現在の場所に移転。
- 2006年（平成18年） - オタモイ海岸遊歩道で大規模な崩落が発生。遊歩道が通行止めになる。
- 2014年（平成26年） - 8月に発生した大雨により、オタモイ海岸遊歩道上に崖崩れ発生。

（以上、小樽市総合博物館『小樽市総合博物館紀要 第28号』(2015)より）

## 船上見学
2021年現在、オタモイ遊園地への道は閉鎖されているが、唯一、小樽海上観光船「あおばと」が、オタモイ航路を運航しており、船上からオタモイ遊園地が見学できる。小樽港発のA,Bコースと祝津港発のC,Dコースがある。

## 再開発計画
1956年に北海道中央バス、1979年に小樽市、1987年に小樽観光協会が再開発計画を検討したものの採算性の目処が立たず廃案となった。
その後2021年2月26日に小樽商工会議所はニトリから5千万円の寄付を受け、同年3月からオタモイ遊園地跡の地質や採算性の調査を開始することになった。
寄付を行ったニトリの似鳥昭雄会長は2021年3月の北海道新聞の取材に対して「落石防止工事に10億円から20億円はかかる」「オタモイを再開発出来れば小樽運河や（ニトリが開発した）小樽芸術村と合わせてもう一泊したくなる観光地になる」といった見通しを示し、絶景を見られる状態にすることが先決としつつ収支の均衡を見込める場合事業化に踏み切る考えを示唆している。

### 計画案
2022年8月には小樽商工会議所による再開発案としてビジターセンター「オタモイLab」を中心に移築復元された唐門や自動運転車両道路を配した「ウェルカムセンター」、弁天食堂跡地の休憩展望施設「弁天テラス」やマリンレジャー拠点「海門」やグランピングエリアなどを配した「夢の跡地」、新道岬の休憩展望施設「オタモイテラス」、オタモイLabからポンモイ岬まで約3kmの遊歩道「ポンモイへの道」の主要4エリアの整備が掲げられこのうちオタモイLab・オタモイテラスと両施設を結ぶ遊歩道の整備を第一期計画として優先する形とし、10月には商議所のオタモイ開発特別委員会から総事業費15.7億円の試算が公表され2024年3月までに事業化の可否を判断するとした。
この内、「オタモイテラス」「オタモイLab（ラボ）」「弁天テラス」の3施設の整備が計画の中心となる。オタモイテラスは、再開発の軸となる施設で、日本海側の絶壁が鑑賞できるよう、絶壁の上にせり出すように、全面ガラス張りの展望廊下を設置することで絶景とともに怖さも感じられるように計画された。「オタモイLab（ラボ）」は、オタモイ地区全体の「顔」としての役割を担い、ビジターセンターのような位置づけとして、修学旅行などの校外学習で使用できるレクチャールームや展示ルームなど教育関連施設と、更衣室やシャワールームなどを完備。「弁天テラス」は、焼失した龍宮閣の跡地に近い海岸沿いに建てる2階建て展望施設で、1階に船着き場を整備し、船の乗客の休憩所兼展望台とした。かつて、レストラン、弁天食堂があった場所に近く、プロジェクションマッピングなどで弁天食堂を再現することも計画された。
しかし、2025年6月12日、小樽商工会議所や小樽観光協会などでつくる一般社団法人「オタモイ開発協議会」は、計画を事実上凍結する方針を固めた。15億円以上と見込まれる事業費の確保は困難と判断したため。

## 参考サイト
- 純喫茶ヒッピー　訪問取材　2021年
- 北海道ファンマガジン公式サイト
- オタモイ遊園地 戦前の8ミリ映像残る 北海道新聞 - 北海道新聞YouTube